# 양유기
양유기(養由基, ? ~ ?)는 중국 춘추 시대 초나라(楚)의 무장이며, 활의 명수로 알려져있다. 양나라(養) 출신으로, 양나라가 초나라에 의해 멸망한 이후 초나라의 장왕(莊王)과 공왕(共王)을 섬기며 대부(大夫)가 되었다. 이후 강왕(康王)이 즉위하자 궁구윤(宮廄尹)을 역임하였으며, 오나라(吳)와의 전쟁 도중 사망하였다.

## 일화
신궁(神弓)으로 유명하며, 이와 관련된 여러 일화를 남겼다. 
기원전 606년 초나라(楚) 장왕(莊王) 시절 투월초(鬬越椒)가 위가(蔿賈)를 죽이고 반란을 일으키자, 양유기는 투월초에게 활쏘기 시합을 청하였다. 이후 투월초는 양유기에게 화살을 세 발 쏘았으나 명중시키지 못하였고, 양유기는 화살 한 발로 투월초를 죽였다.
이후 반왕(潘尫)의 아들인 반당(潘黨)과 활쏘기 연습을 할 당시 화살 한 발로 일곱 겹의 갑옷을 관통시켰다고 하며, 잠자리의 날개를 꿰뚫거나 백보 밖에서 활을 쏘아 버드나무의 잎을 적중시켜 '백보천양(百步穿楊)', '백발백중(百發百中)'이라는 고사가 생겨났다.
또한 초왕(楚王)은 흰 원숭이를 길렀는데, 원숭이에게 활을 직접 쏘아보았지만 원숭이는 날아오는 화살을 잡아 장난을 쳤다. 이에 초왕은 양유기를 불러 원숭이를 쏘게 했는데, 양유기가 활을 겨누어 화살을 쏘기도 전에 원숭이가 나무에 매달리며 울부짖어 '양유호원(養由號猨)'이라는 고사가 생겨났다.
그 뒤 기원전 575년 언릉(鄢陵)에서의 전투 당시 진나라(晉)의 여기(呂錡)가 초나라 공왕(共王)의 눈을 쏘아맞추자, 공왕은 양유기에게 두 대의 화살을 주며 여기를 쏘게 했다. 양유기는 곧바로 여기에게로 가 활을 쏘아 여기의 목을 명중시켜 죽였고, 공왕에게 돌아와 나머지 화살 한 대를 돌려주었다. 그리고 진나라의 군대가 초나라의 군대를 패퇴시키자, 양유기는 숙산염(叔山冉)의 요청으로 부대의 후위에서 활을 쏘아 진나라의 군대가 추격하지 못하도록 막았다.